# Tolšma
Tolšma (rusky Толшма) je řeka v Kostromské a ve Vologdské oblasti v Rusku. Je 157 km dlouhá. Povodí má rozlohu 1540 km².

## Průběh toku
Pramení na Galičské vysočině. Ústí zprava do Suchony (povodí Severní Dviny).

## Vodní stav
Zdroj vody je smíšený s převahou sněhového. Zamrzá na začátku listopadu a rozmrzá na konci dubna až na začátku května.

## Využití
Je splavná pro vodáky.